# Musique mixte
La musique mixte est un courant musical écrit mais nécessitant pour sa représentation des interprètes (généralement instrumentistes) et des sons fixés (sur bande magnétique avant les années 1980, puis sur format numérique) diffusés sur des haut-parleurs. Le matériau de l'œuvre consiste donc en une partition et un support audio,.

## Classification
Il existe différents genres de musique mixte chacune utilisant des moyens technologiques différents.
La musique mixte peut se classer en plusieurs catégories :

### Musique mixte en temps différé
On considère dans cette catégorie que c'est l'électronique qui accompagne l'instrument, ce modèle était utilisé notamment par les chercheurs du GRM et défendu par l'IRCAM et Pierre Boulez dans les années 1980.

### Musique mixte en temps réel
Aussi appelée musique avec électronique en temps réel, elle fait appel à des interprètes dont certains instruments sont reliés à un dispositif électronique permettant de transformer leur son et de diffuser le résultat sur des haut-parleurs grâce à des logiciels de suivi de partition et avec des outils technologiques comme une pédale d'effet. On considère dans cette catégorie que c'est l'instrument qui accompagne l'électronique. Il est de plus en plus utilisé après les années 1980 notamment avec l'amélioration de la puissance des ordinateurs et la création de logiciels adaptés à ce genre musical comme Max/MSP,PureData, Live electronics et Antescofo. Cette catégorie se développe jusqu'à créer le nouveau genre de la musique interactive.

### Musique mixte avec électronique en temps réel et en temps différé
C'est une musique avec électronique en temps réel qui en plus des transformations, comporte des sons fixés, le tout pouvant être diffusé sur les mêmes haut-parleurs.

### Musique mixte élargie
Dans la musique mixte élargie, l'œuvre est accompagnée par des images, des vidéos, de la danse, des lumières, l'intermédialité entre les différents arts est très présente dans cette catégorie.

## Histoire

### Précurseurs
John Cage est considéré comme le principal précurseur de la musique mixte, sa pièce Imaginary Landscape No. 1 (en) en 1939 est la première à ajouter un dispositif électronique à l'effectif instrumental,.

### 1950-1960
- Musica su due dimensioni de Bruno Maderna (1952). Pour flûte, percussion et sons fixés.
- Déserts d'Edgar Varèse (1954). Pour ensemble instrumental et sons fixés.
- Différences de Luciano Berio (1959). Pour flûte, clarinette, alto, violoncelle, harpe et sons fixés.
- Kontakte de Karlheinz Stockhausen (1959). Pour piano, percussions et sons électroniques fixés.

### 1960-1980
- Mikrophonie de Karlheinz Stockhausen (1964), considérée comme la première œuvre mixte avec électronique en temps réel. Pour tam-tam, 2 microphones, 2 filtres et potentiomètres.
- Cantate pour Elle de Ivo Malec (1966). Pour soprano, harpe et sons fixés.
- Mantra de Karlheinz Stockhausen (1970). Pour 2 pianos et 2 modulateurs en anneaux.
- Dialogues de Jean-Claude Risset (1975). Pour flûte, clarinette, piano, percussions et sons fixés.
- Amorgos de François-Bernard Mâche (1979). Pour orchestre et sons fixés.
- Ouverture pour une fête étrange de Michaël Levinas (1979). Pour deux orchestres et sons fixés.

### 1980-2000
- Traiettoria de Marco Stroppa (1980-1985). Pour piano et électronique.
- Répons de Pierre Boulez (1981). Pour six solistes, ensemble de chambre, sons électroniques et électronique en direct
- Bhakti de Jonathan Harvey (1982). Pour ensemble de chambre et sons fixés (4 canaux).
- Kathinkas Gesang de Karlheinz Stockhausen (1984). Pour flûte et électronique sur support (6 canaux).
- Triple concerto de Alejandro Viñao (1984). Pour flûte, violoncelle, piano et ordinateur.
- Jupiter de Philippe Manoury (1987), utilisation du logiciel Max/msp. Pour flûte et électronique en direct.
- Petals de Kaija Saariaho (1988). Pour violoncelle et électronique ad libitum.
- Duo pour un pianiste de Jean-Claude Risset (1989). Pour piano MIDI et ordinateur.
- Anthèmes II de Pierre Boulez (1991). Pour violon et dispositif électronique.
- Subgestuel de Gilles Racot (1991). Pour 6 percussions et sons fixés.
- Fragments gourmands de Jacques Lejeune (1995). Pour voix, famille de saxophones et sons fixés.

### Après 2000
- Time and Money de Pierre Jodlowski (2006). Pour percussion et électronique.
- ...of silence de Marco Stroppa (2007), utilisation du logiciel Antescofo. Pour saxophone alto et système électronique.
- Lips, your lips de Daniel D'Adamo (2010). Pour voix et électronique.

## Technologies
Le développement de la musique mixte est étroitement lié à l'évolution technologique, notamment à l'invention de l'électricité et à l'invention du magnétophone.

### Ouvrages
- Philippe Manoury (entretiens avec Omer Corlaix et Jean-Guillaume Lebrun), La musique du temps réel : entretiens avec Omer Corlaix et Jean-Guillaume Lebrun, Paris, Éditions MF, 2012, 164 p. (ISBN 978-2-915794-56-4).
- Marc Battier (dir), Daniel Teruggi, John Dack, Aï Higashikawa, Bruno Bossis, Brice Tissier, Lin-Ni Liao, Yann Geslin, Denis Dufour, Laurent Cuniot, Philippe Lalitte, Gilles Racot, Laura Zattra et Pierre Couprie, Regards sur les musiques mixtes, Paris, Institut national de l'audiovisuel, janvier 2017, 248 p. (ISBN 978-2-86938-244-2).
- Pierre  Couprie (dir), Alain Bonardi (dir), Bruno Bossis (dir), Vincent Tiffon (dir), Philippe Lalitte, Guillaume Boutard, François-Xavier Féron, Olivier Baudoin, Miriam Akkermann, Noémie Sprenger-Ohana, John Dack, Makis Solomos, Gilles Cabanes, Luca Cossettini et Angelo Orcalli, Analyser la musique mixte, Sampzon, Éditions Delatour, coll. « Pensée Musicale », juillet 2017, 322 p. (ISBN 978-2-7521-0298-0).

### Articles
- Jean-Claude Risset, « Composer le son : expérience avec l'ordinateur (1964-1989) », Contrechamps, no 11,‎ 11 août 1991, p. 107-126.
- Vincent Tiffon, « Qu'est-ce que la musique mixte ? », Les Cahiers de médiologie, Paris, Éditions Fayard, les révolutions industrielles de la musique no 18,‎ octobre 2004, p. 132-141.
- Vincent Tiffon, « Les musiques mixtes : entre obsolescence et pérennité », Musurgia, no XII/3,‎ 2005, p. 23-45.
- Arshia Cont, « Synchronisme musical et musique mixtes : du temps écrit au temps produit », Circuit, Musiques Contemporaine, vol. 22, no 1,‎ 2012 (lire en ligne, consulté le 24 août 2017).